# Фільм Паттерсона-Гімліна
Фільм Паттерсона-Гімліна (англ. Patterson–Gimlin film) — американський короткометражний фільм знятий за допомогою 16-міліметрової плівки Роджером Паттерсоном і Бобом Гімліном в 1967 році в Північній Каліфорнії, США про невідому істоту, яка по твердженню авторів фільму, є самкою бігфуту..

## Локація
Кадри були зняті біля Блафф-Крік, притоки річки Кламат, приблизно в 40 кілометрах на північний захід від Орлеана, штат Каліфорнія, в окрузі Дель-Норт у Національному лісі Сікс Ріверс. Місце зйомки розташоване приблизно в 60 кілометрах на південь від Орегону та в 30 кілометрах на схід від Тихого океану. Протягом десятиліть точне розташування місця було втрачено, насамперед через повторне зростання дерев та рослинності в руслі річки після повені 1964 року. Його знову віднайшли в 2011 році.